# لوگان لرمن
لوگان وید لرمن (به انگلیسی: Logan Wade Lerman) (زاده ۱۹ ژانویه ۱۹۹۲) هنرپیشه آمریکایی است که کارش را در اوایل ۲۰۰۰ آغاز کرد. او کارش را با بازی در سریال جک و بابی و نیز در فیلم خانوادگی جغد شروع کرد، او همچنین در سری فیلم‌های پرسی جکسون نیز حضور داشته‌است.

## زندگی و حرفه

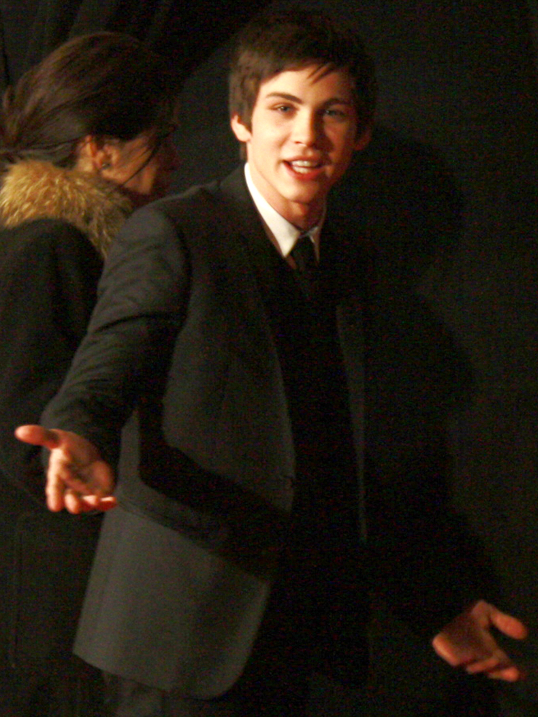
لوگان لرمن در حین فیلمبرداری

لوگن که در بورلی هیلز زاده و بزرگ شده‌است، خیلی زود می‌خواست بازیگر شود، بنابراین این میلش را در همان یک ونیم، دو سالگی‌اش به مادرش گفت. در چهار سالگی لوگن یک وکیل داشت و در دو تبلیغ بازرگانی شرکت کرده بود. اولین حضورش روی پرده سینما در نقش ویلیام، پسر کوچک مل گیبسون در فیلم میهن‌پرست سال ۲۰۰۰ بود که همان سال هم با همین بازیگر در فیلم چیزی که زنان می‌خواهند در نقشی به نام نیک مارشال ظاهر شد که کمی کوچکتر از سنش بود. یک نقش کوچک در سال ۲۰۰۱ در راندن ماشینها با پسرها، نقش کودکی کاراکتر آدام گارسیا، و همین‌طور نقش کوچکتر بازیگر قدیمی، اشتون کوشر، در فیلم اثر پروانه‌ای در سال ۲۰۰۴ ادامه کار لوگن بود.
نقش لرمان در فیلم تلویزیونی سال ۲۰۰۳، خانه نقاشی شده، برایش جایزه بهترین اجرای بازیگری جوان را در تولیدات تلویزیونی به ارمغان آورد. در ۲۰۰۴، لوگن در سریال جک و بابی نقش باLOIZA بی مک آلیستر، یکی از شخصیت‌های معروف آمریکا را بازی کرد. نمایش آن در شبکه تلویزیونی وارنر برودرز سال‌های ۲۰۰۴ و ۲۰۰۵ ادامه داشت و مرتب به تعویق می‌افتاد، چون که لوگن جایزه دیگری را به خاطر اجرای خوبش نصیب خود می‌کرد. اخیراً (سال ۲۰۰۶) در فیلم جغد (هوهوی جغد) نقشی اصلی را به نام روی ابرهاردت بازی کرد. فیلم در ۵ مه ۲۰۰۶ اکران شد و او را منتظر جایزه بعدی به عنوان بازیگر جوان کرد. حال او صاحب عنوان بهترین بازیگر نقش اول جوان در سال ۲۰۰۴ است. از تازه‌ترین فیلم‌هایش شماره ۲۳، فیلمی که در آن نقش رابین اسپارو پسر والتر اسپارو با بازی جیم کری و در فیلم ۳:۱۰ به یوما در نقش پسر کریستین بیل را به همراه راسل کرو بازی کرد.
لرمان دوستی عمیقی با دین کالینز سر صحنه جک و بابی پیدا کرد، کسی که نقش بهترین دوستش را در سریال ایفا می‌کرد و آن‌ها به رغم لغو قسمت‌های بعدی سریال، در کنار هم باقی‌ماندند. در اوقات فراغتشان، با همکاری هم فیلم‌های جالب و کوتاهی می‌سازند که هم خودشان می‌نویسند، هم کارگردانی اش می‌کنند و خودشان هم در آن بازی می‌کنند؛ و بعد آن‌ها را به یو تیوب با نام اکانت «۱۰۶۹ stunyeknom» ارسال می‌کنند.
او همچنین در سال ۲۰۱۰ و ۲۰۱۳ در فیلم‌های پرسی جکسون در نقش خود در کنار براندن تی جکسون و الکساندرا داداریو ایفا کرده‌است.

## فیلم‌شناسی
| سال  | عنوان                      | نقش                    | توضیح |
| ---- | -------------------------- | ---------------------- | ----- |
| ۲۰۰۰ | آنچه زنان می‌خواهند         | نیک مارشال جوان        |       |
| ۲۰۰۰ | میهن‌پرست                   | ویلیام مارتین          |       |
| ۲۰۰۱ | ماشین‌سواری با پسرها        | ۸ سالگی جیسون          |       |
| ۲۰۰۴ | اثر پروانه‌ای               | اوان تربورن در ۷ سالگی |       |
| ۲۰۰۶ | جغد                        | روی ابرهاردت           |       |
| ۲۰۰۷ | ۳:۱۰ به یوما               | ویلیام اوانز           |       |
| ۲۰۰۷ | شماره ۲۳                   | رابین اسپارو           |       |
| ۲۰۰۸ | بیل را ملاقات کن           | پسر بچه                |       |
| ۲۰۰۹ | گیمر                       | سیمون سیلورتون         |       |
| ۲۰۰۹ | من یکی و تنها              | جورج دورو              |       |
| ۲۰۱۰ | پرسی جکسون و دزد صاعقه     | پرسی جکسون             |       |
| ۲۰۱۱ | سه تفنگدار                 | دارتانیان              |       |
| ۲۰۱۲ | مزایای سر به زیر بودن      | چارلی                  |       |
| ۲۰۱۳ | پرسی جکسون و دریای هیولاها | پرسی جکسون             |       |
| ۲۰۱۴ | نوح                        | حام                    |       |
| ۲۰۱۴ | خشم                        | نورمن                  |       |
| ۲۰۱۶ | خشم                        | مارکوس مسنر            |       |
| ۲۰۱۷ | ناپدید شدن سیدنی هال       | سیدنی هال              |       |
| ۲۰۱۸ | انیمیشن گروهبان استابی     | رابرت کورونی (صدا)     |       |
| ۲۰۱۹ | پایان جمله                 | سین فاگل               |       |
| ۲۰۲۰ | شرلی                       | فرد                    |       |